# Zerain
Zerain és un municipi de Guipúscoa, al País Basc. És una petita localitat rural de la comarca guipuscoana del Goierri. Dintre del País Basc, va ser pionera en el desenvolupament del turisme rural, que té gran importància en l'economia local. El poble compta amb un Museu Etnogràfic i una botiga de productes artesanals. També han estat restaurats i condicionats per a la visita una antiga presó medieval i una serreria hidràulica, que sol posar-se en funcionament els diumenges. Domingo de Goya, besavi del cèlebre pintor Francisco de Goya, n'era natural. A causa dels vincles familiars que unien l'universal pintor aragonès amb Zerain, al poble se li va erigir un monument en el seu honor.

## Personatges cèlebres
- Jose Frantzisko Telleria, Petrikilo (1774-1842): remeier.
- Inozentzio Olea (1921-2010): escriptor en basc.